# Liste des abbés de Planselve
Cette liste présente les abbés qui se sont succédé à la tête de l'abbaye de Planselve.

## Liste chronologique

### Abbés réguliers
- 1142-1153 : Arnaud I de Saint-Justin
- 1153-1173 : Bernard I
- 1174-1177 : Humbert
- 1177-1181 : Arnaud II Giraud
- 1182-1188 : Donat
- 1188-1189 : Jean I
- 1189-1190 : Pierre I
- 1191-1194 : Arnaud III de Breuil
- 1195-1200 : Sanche Hugues
- 1201-1215 : Bernard II d’Esparbès
- 1215-1225 : Pierre II d’Ague
- 1225-1227 : Martin de Nogaret
- 1227-1233 : Auriol
- 1233-1234 : Garcie
- 1235-1256 : Guillaume I de La Fite
- 1245-1265 : Barthélémy
- 1265-1272 : Pierre III de Penson
- 1272-1277 : Bernard III d’Espaon
- 1277-1280 : Richard
- 1280-1292 : Bernard IV de La Battut
- 1292-1300 : Raymond de Toulouse
- 1300-1302 : Matthieu I
- 1302-1307 : Guillaume II d’Espagne
- 1307-1315 : Matthieu II
- 1315-1329 : Bernard V de Gieyre
- 1330-1336 : Géraud de Terrasse
- 1336-1348 : Guillaume III de Mont-Désert
- 1348-1351 : Pierre IV de Gaujan
- 1351-1369 : Bernard VI d’Ydrac
- 1370-1377 : Gaston I
- 1377-1391 : Guillaume IV
- 1391-1405 : Pierre V
- 1405-1419 : Guillaume V de La Bastide
- 1419-1460 : Dominique de Manas
- 1461-1470 : Guillaume VI Arnaud de Favas
- 1470-1478 : Antoine de Balzac d’Entragues
- 1478-1482 : Jean II de Mont-Lambert
- 1482-1510 : Pierre VI de Budos
- 1510-1556 : Aymeric de Budos

### Abbés commendataires
- 1556-1557 : Jean III de Saint-Lary de Bellegarde
- 1557-1557 : Pierre VII Maton
- 1558-1578 : Jean IV de Saint-Clair
- 1578-1584 : Jean V Filouse
- 1584-1595 : François Bonard
- 1595-1611 : Balthazar Bonard, son neveu
- 1611-1639 : cardinal Louis I de Nogaret de La Valette d’Épernon
- 1639-1651 : Louis II de Sacé de La Chesnaye
- 1651-1662 : Gaston II Jean-Baptiste de Savary de Lancosme de Brèves
- 1662-1685 : Jules-César Faure-Berbesses de Fabre
- 1685-1687 : Joseph de Montpezat de Carbon de Saint-Martory
- 1687-1688 : Jean-Baptiste I de La Croix de Chevrières de Saint-Vallier
- 1688-1692 : Paul Pélisson de Fontanier
- 1693-1694 : Henri-Louis-Auguste de Roquette
- 1694-1705 : Gaspard du Bourg de Lavaux
- 1705-1761 : Étienne-Marie-Anne du Bourg de Lavaux
- 1761-1789 : Jean-Baptiste II de Scey-Montbéliard